# センチュリー・チャイルド
『センチュリー・チャイルド』（Century Child）は、2002年6月24日に発表されたナイトウィッシュのアルバム。日本盤は6月19日発売。
本作よりマルコ・ヒエタラが加入。前作までのパワー・メタル系サウンドを捨て、オーケストラを導入した編曲により最もダークな色調のアルバムになった。本作でナイトウィッシュはヨーロッパでポピュラーな人気を獲得するに至る。

## 収録曲
1. ブレス・ザ・チャイルド Bless the Child - 6:12
2. エンド・オブ・オール・ホープ End Of All Hope - 3:55
3. デッド・トゥ・ザ・ワールド Dead To The World - 4:19
4. エヴァー・ドリーム Ever Dream - 4:44
5. スレイイング・ザ・ドリーマー Slaying The Dreamer - 4:31
6. フォーエヴァー・ユアーズ Forever Yours - 3:50
7. オーシャン・ソウル Ocean Soul - 4:14
8. フィール・フォー・ユー Feel For You - 3:55
9. オペラ座の怪人 The Phantom Of The Opera - 4:10
10. ビューティ・オブ・ザ・ビースト Beauty Of The Beast - 10:21
  - Long Lost Love
  - One More Night To Live
  - Christabel
11. ザ・ウェイファーラー The Wayfarer（ボーナス・トラック）
12. ラグーン Lagoon（ボーナス・トラック）

## 主な参加ミュージシャン
- ターヤ・トゥルネン Tarja Turunen - ボーカル
- ツォーマス・ホロパイネン Tuomas Holopainen - キーボード
- エンプ・ヴオリネン Emppu Vuorinen - ギター
- ユッカ・ネヴァライネン Jukka Nevalainen - ドラムス
- マルコ・ヒエタラ Marco Hietala - ベース・ギター、ボーカル
- Joensuu City Orchestra